# Teteriv
Teteriv (tiếng Ukraina: Тетерiв) là một phụ lưu hữu ngạn của sông Dnepr tại Ukraina. Sông có chiều dài 365 km và có diện tích lưu vực 15.300 km². Sông chảy qua cao nguyên Dnepr và Polissia, chảy vào hồ chứa nước Kyiv.
Đầu nguồn sông nằm gần ranh giới của tỉnh Zhytomyr và tỉnh Vinnytsia, phía nam của làng Nosivky, trên độ cao 299 m. Ở một số nơi, Teteriv có đặc điểm của sông vùng núi, vì đầu nguồn của Teterev nằm trong cao nguyên Podilsk. Nhờ những bờ đá, một hồ chứa và một nhà máy điện đã được xây dựng ở Zhytomyr.
Ở vùng hạ lưu, sau làng Piskivka, sông Teteriv mang đặc điểm của một con sông đồng bằng điển hình với nhiều khúc quanh, lạch và dòng.
Thung lũng sông Teteriv tại Polissia mở rộng đến 4 km, chiều rộng của sông lên đến 40–90 m, trước khi đổ vào sông Dnepr.
Sông Teteriv chủ yếu lấy nước từ tuyết và mưa. Sông thường bị đóng băng từ tháng 12 đến tháng 3.
Các thành phố lớn nằm ven sông là: Zhytomyr, thủ phủ của tỉnh Zhytomyr, Korostyshiv và Radomyshl.
Các phụ lưu quan trọng của sông Teteriv là:
- Tả ngạn: Syvka, Ibr, Budychyna, Oleshka, Lisova, Perebehla, Hodynka, Shyika, Bobrivka, Kyzhynka, Chervonyi, Krutyi Yar, Perlivka, Pobytivka, Lisova Kamyanka, Kalynivka, Berezyna, Ruda, Levcha, Myka, Hlukhivka, Mezherichka, Myroch, Vyrva, Irsha, Ravka, Huche, Zamochek, Parnia, Kropyvnia, Zhereva, Liubsha, Bolotna, Terniava, Khocheva
- Hữu ngạn: Kobylykha, Teterivka, Chamyshel, Hremliaha, Tetynets, Hlybochok, Koshcha, Hnylopiat, Huiva, Rusiatynka, Dorohynka, Hnylyi Potik, Kokhanivka, Ivyanka, Krychanka, Velyki Lozy, Dubovets, Bilka, Kodra, Piskivka, Tal, Zdvyzh